# Menhire von Rumfort

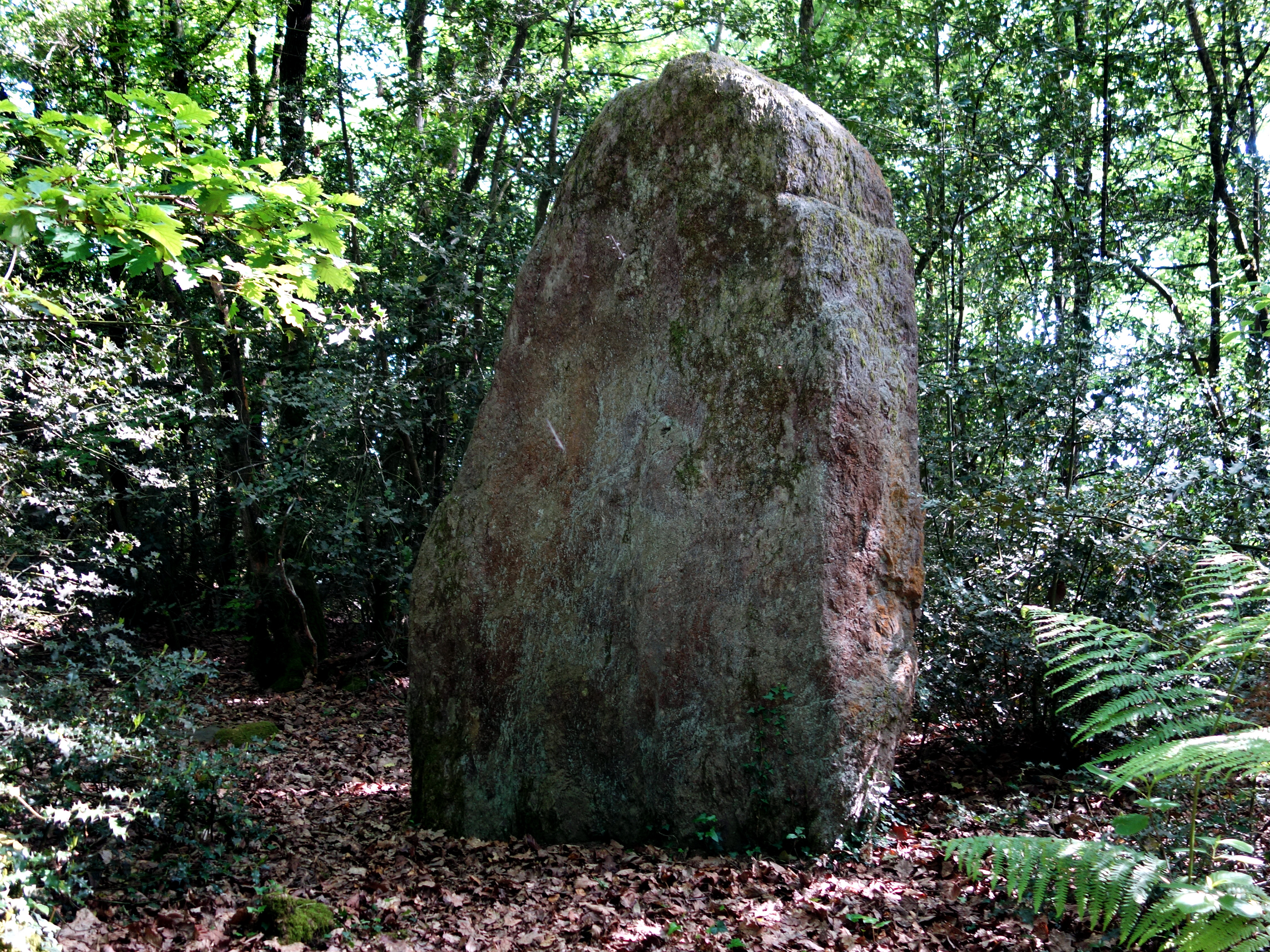
Der Menhire von Rumfort im Jahr 2015

Die Menhire von Rumfort auch (französisch L’Homme Fort oder Pierre de Rumfort) genannt befinden sich südlich von Le Theil-de-Bretagne im Süden des Département Ille-et-Vilaine in der Bretagne in Frankreich.
Die Menhire liegen oder stehen im westlichen Teil des Waldes von Theil, etwa 100 Meter vom Waldrand nahe der Kreuzung zweier Waldwege, darunter der alte „Weg der Salzarbeiter“ (französisch Chemin des Sauniers). 
Der stehende Menhir ist aus lila Schiefer, hat eine Höhe von 2,8 m, eine Breite von 1,6 m (an der Basis) und eine Dicke von 1,0 bis 0,80 m. Er hat etwa die Form eines Quaders mit grob behauenen Oberflächen. Als der Wald noch nicht existierte, war er aus der Ferne sichtbar.
Zwei Steine ähnlicher Dimension (etwa 1,5 × 1,15 m und 1,2 × 0,85 m) liegen wenige Meter südöstlich. Laut der vierbändigen Beschreibung im „Dictionnaire historique et géographique de la province de Bretagne“ von Jean-Baptiste Ogée (1728–1789) soll es sich um den Rest einer Steinreihe handeln.
Etwa 4,5 km entfernt liegt der angevinische Dolmen La Roche-aux-Fées.